# Anthony Ralston
Anthony Ralston, född 16 november 1998, är en skotsk fotbollsspelare som spelar för Celtic.

## Karriär
Ralston började spela fotboll i Celtic som åttaåring. Som 16-åring blev Ralston utlånad till Queen's Park på ett sexmånaders låneavtal.
Ralston debuterade för Celtic i Scottish Premiership den 11 maj 2016 i en 2–1-förlust mot St. Johnstone, där han byttes in i den 74:e minuten mot Saidy Janko. I juni 2016 förlängde han sitt kontrakt i Celtic med tre år.
Den 16 mars 2018 lånades Ralston ut till Dundee United på ett låneavtal över resten av säsongen 2017/2018. Den 2 september 2019 lånades han ut till St Johnstone på ett låneavtal över säsongen 2019/2020.
I november 2021 förlängde Ralston sitt kontrakt i Celtic fram till sommaren 2025. I september 2023 skrev han på ett nytt kontrakt med klubben fram till 2027.